# Gips I

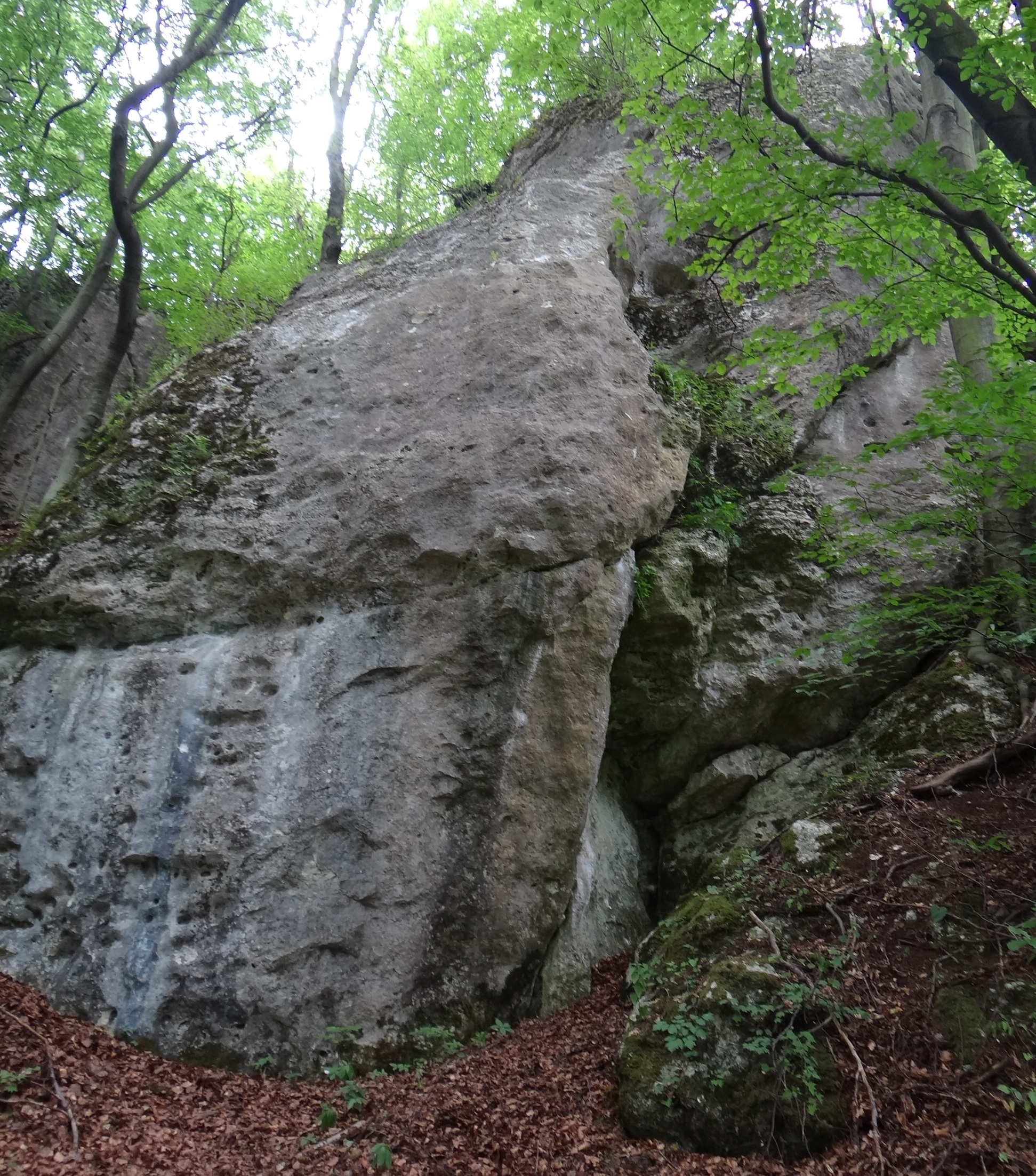

Gips I – jedna z kilku skał grupy Gips na wzgórzu Łężec na Wyżynie Częstochowskiej. Skały te znajduje się na północnych stokach wschodniej części wzgórza, w obrębie miejscowości Morsko w województwie śląskim, w powiecie zawierciańskim w gminie Włodowice i zaliczane są do grupy Skał Morskich.
Skały Gipsu tworzą dość nieregularnie rozrzucony po lesie pas skał o długości około 300 m. Dopiero od 1994 roku stały się obiektem wspinaczki skalnej i rejon ten nie jest jeszcze całkowicie przez wspinaczy wyeksploatowany, nadal istnieje możliwość tworzenia nowych dróg. Skały znajdują się poza szlakami turystycznymi i są dość rzadko odwiedzane przez wspinaczy, co zapewnia wspinaczkę w ciszy oraz w cieniu. Skała Gips I to izolowana, niewielka skała znajdująca się na wschodnim krańcu grupy Gips. Zbudowana jest z twardych wapieni skalistych, ma ściany połogie lub pionowe, o wysokości do 12 m z filarami, rysami,  zacięciami i niewielkim okapem. Na północnej ścianie Gipsu I jest jedna droga wspinaczkowa Leśne solo o trudności VI w skali polskiej. Wspinaczka na własnej asekuracji, w ścianie zamontowany jest tylko jeden spit.

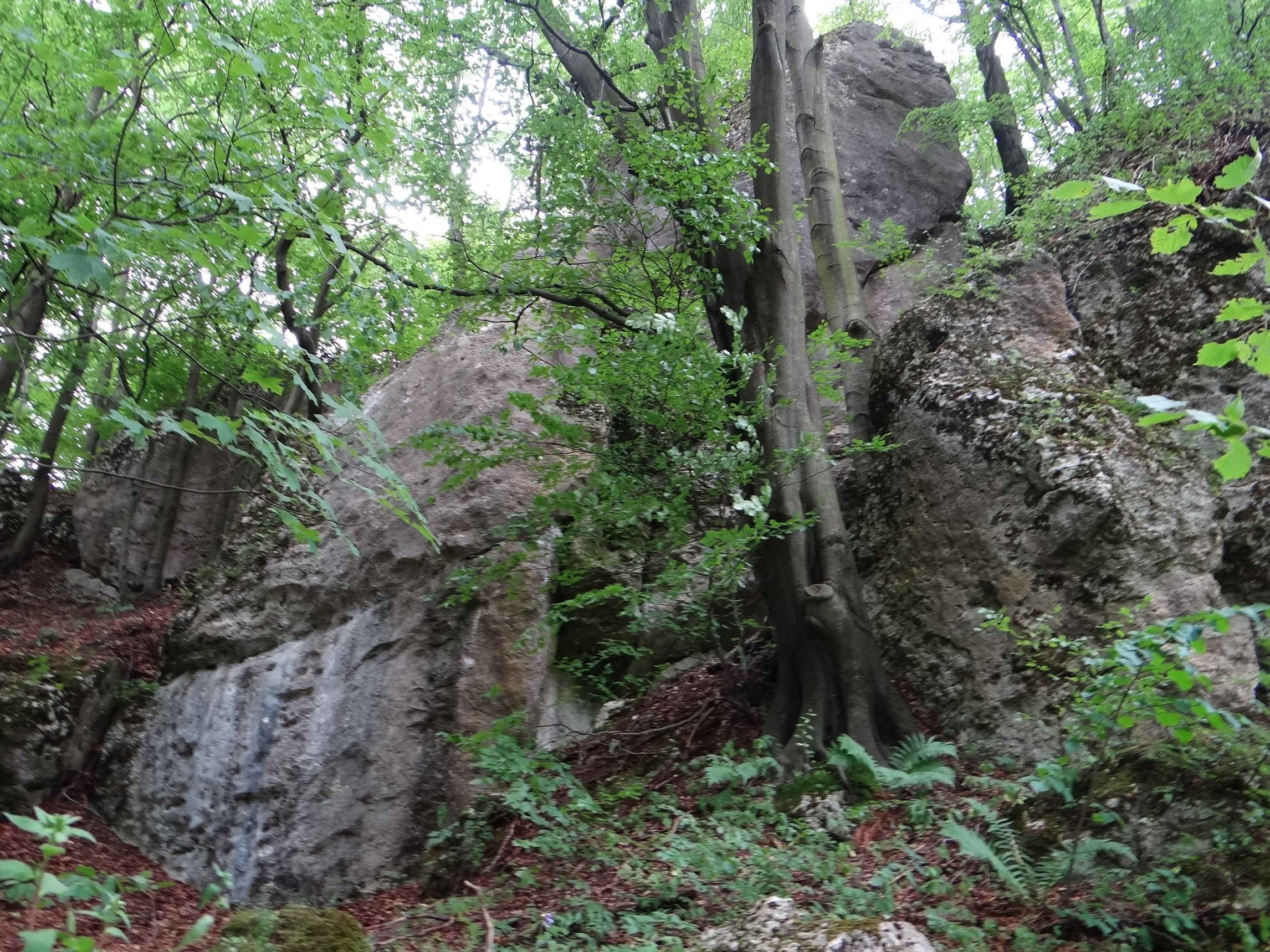